# Star Wars Jedi Knight: Jedi Academy
Jedi Knight: Jedi Academy , ofte kaldet JA eller JK3, er et computerspil som udfolder sig i Star Wars-universet, 10 år efter Slaget ved Endor i filmen Return of the Jedi, der udgør episode 6 i sagaen. Spillet er et 1st/3rd-person shooter, hvilket betyder spillet skifter mellem 1. og 3. persons-synsvinkel.

## Historie
Et rumskib med unge padawan-elever er på vej til Luke Skywalkers Jeditempel på Yavin. Men elevernes skib bliver skudt ned og lander i junglen, ikke ret langt fra templet. En del elever finder vej selv, men en af dem opdager noget besynderligt da han når frem – Luke og Kyle Katarn forsøger at løse dette plot, i samarbejde med de nye padawan'er. Spilleren overtager rollen som padawan'en Jaden Korr, der oven i købet har bygget sit eget lyssværd, uden en formel Jedi-uddannelse.

## Spiltyper

### Singleplayer
Singleplayer er en spiltype for en enkelt spiller. Her skal spilleren gennemløbe en række missioner, der udvikler sig i et givent tempo og løbende fortælles historien.

### Free for all
Free for all er en populær og udbredt type spil, hvor det populært sagt er "alle mod alle".

### Duel
I duel kæmper to spillere mod hinanden. Der kan sagtens være flere spillere med, men de andre må observere indtil det bliver deres tur. Vinderen af den enkelte duel skal kæmpe mod den næste i køen.

### Power Duel
Power duel fungerer ligesom duel, her er det bare 2 mod 1, hvor den spiller der er alene, til gengæld har mere i liv fra start. Denne type er fremstillet for at kunne genskabe nogle episke kampe.

### Siege
I siege deles spillerne i to hold – defensiv og offensiv. Offensiven skal så udføre en række missioner, medens defensiven skal forhindre dem i dette. Der findes tre baner som bygger på Siege-konceptet.
- I Desert Rescue der udspiller sig på Tatooine skal en droid samles og reddes ud af komplekset. Det defensive hold skal forhindre, at delene bliver stjålet og bragt til Millenium Falcon i komplekset.
- Hoth Attack hvor det offensive hold skal stjæle data fra en robot, og bringe en AT-ST rundt i et kompleks på planeten Hoth.
- Korriban Valley hvor det angribende hold skal samle tre krystaller fra et tempel, der er beskyttet af det defensive hold.

Dog er det naturligvis muligt at hente flere baner ned fra internettet.

### Capture the flag
Capture the flag er et efterhånden udbredt type spil, hvor spillerne deles i to hold, og efterfølgende skal forsøge at stjæle modstanderens flag, og bringe til deres egen base.